# Seton Provincial Park
Seton Provincial Park är en park i Kanada.   Den ligger i provinsen Manitoba, i den sydöstra delen av landet, 1 800 km väster om huvudstaden Ottawa. Seton Provincial Park ligger 377 meter över havet. Den ligger vid sjön Murphys Lake.
Terrängen runt Seton Provincial Park är platt. Trakten runt Seton Provincial Park är nära nog obefolkad, med mindre än två invånare per kvadratkilometer.. Närmaste större samhälle är Carberry, 11,7 km väster om Seton Provincial Park.
Trakten runt Seton Provincial Park består till största delen av jordbruksmark.